# Tchami (DJ)
Martin Joseph Léonard Bresso (París, Francia, 12 de mayo de 1985), conocido como Tchami es un DJ y productor francés orientado al future house y al deep house. Se le considera ser el creador del subgénero future house debido a que fue el primer productor en usar este tag en su remix de Go Deep al mismo tiempo que definió el sonido carecteristico de este subgénero, subgénero que los holandeses Oliver Heldens y Don Diablo lo impulsarian al año después.
Actualmente ocupa el número #120 en la encuesta realizada en 2019 por la revista DJmag. Ingresó en 2015 ubicándose en la posición #62.

## Biografía
Antes de lanzar producciones a nombre de Tchami, Martin actuaba como productor y coproductor para diversas estrellas. A él se le acredita por la producción de "Applause", "Do What U Want" y "Sexxx Dreams" de Lady Gaga para su álbum ARTPOP de 2013. Tchami ese año lanzaría su primera canción titulada "Promesses" con Kareem Taylor. Ya para ese año, logró el reconocimiento mundial gracias al remix de la canción «Go Deep» de Janet Jackson. Este remix logró llamar la atención de DJ como Skrillex, DJ Snake y Diplo. Para finales de 2013, co-produciria el éxito que catapultaria a su amigo DJ Snake al estrellato, titulado «Turn Down for What», con Lil Jon. 
En 2014 fue predominante por sus remezclas realizadas de «Turn It Up» para Mercer, «Wizard» de Martin Garrix y «You Know You Like It» de DJ Snake y AlunaGeorge.
En enero del 2015, su canción «Promesses» alcanzó el número 7 en la lista de sencillos del Reino Unido. Ese mismo año, funda su propio sello, Confession, donde editan sus producciones artistas como Mercer, Malaa y BROHUG, entre otros, y más tarde lanza su primer EP de estudio titulado "After Life" en su sello Confession. Ese año también, coprodujo el éxito mundial de DJ Snake y Dillon Francis "Get Low".
En ese mismo año, Tchami, junto con sus compañeros productores de París DJ Snake, Malaa, y Mercer, lanzan el collectivo Pardon My French, colectivo que se basa en promocionar a los productores provenientes de Francia, al mismo tiempo de hacer tour en conjunto y promocionar su propia línea de vestimenta. Tchami cuenta que todos los integrantes del grupo se conocen desde que tenían 15 años, que provienen del mismo lugar de París, y que siempre han hecho música juntos. Este colectivo los impulsa a los 4 a tener una meta en común.
En 2016, lanza con Malaa el sencillo titulado "Prophecy", al mismo tiempo que se preparan para el tour de Pardon My French. También ese año, por primera vez es el encargado de cerrar un escenario a talla mundial como es el de Ultra Music Festival de Miami, cerrando el escenario Worldwide de este.
En 2017, Tchami lanza su remix de "17" de MK. Y más tarde, su segundo EP de estudio, llamado "Revelations" en su sello Confession, que contiene 6 canciones. Ese mismo año lanza un sencillo con Angelz titulado "Love Language" en un compilado de canciones lanzados para su sello bajo el nombre de "Alchemy II". También ese año, lanza dos canciones más con Malaa tituladas "The Sermon" y "Summer '99" que formarian parte de su tercer EP de estudio en colaboración mutua de Malaa. Además, ese año ambos anunciaron un tour llamado "No Redemption Tour"
En el año 2018, lanza el EP "No Redemption" junto con Malaa en su sello, el cual consiste de 5 canciones, todas producidas por Tchami y Malaa. Ese año también, lanza un álbum compilado de los remixes de las canciones tanto de Tchami como de Malaa que frecuentaron utilizar durante el tour, titulado "No Redemption Tour (Exclusive Remixes)" que consiste de 9 remixes, con artistas como Dillon Nathaniel, Bellecour, y Alesia. También produciria junto a BROHUG la canción "In My Place"
En 2019, Tchami se dedica a agregar más fechas para el Tour con Malaa, por lo que no fue muy activo con lanzamientos. No obstante, lanza la canción "Omega" junto con Ibranovski, y más tarde lanzaría lo que sería su primera canción para su álbum debut titulada "Rainforest". Ese año, el colectivo Pardon My French tuvo su última actuación del tour comenzado en 2016 en el Red Rocks Amphitheater. Más tarde, Tchami y Valentino Khan intercambiarian remixes de canciones, este último lanzó el remix de "Rainforest", mientras que Tchami lanzaría el remix de "JustYourSoul", canción del EP de Valentino Khan en colaboración de Diplo
En 2020, Tchami finaliza el "No Redemption Tour" con Malaa, y en seguida, instaura un nuevo tour para promocionar su álbum debut
llamado "Elevation Tour" al mismo tiempo que adelanto dos canciones nuevas que formarian parte de este álbum. La primera titulada "Proud" junto con Daecolm, y la segunda llamada "Ghosts", con Hana. Además en febrero co-produciria junto a BloodPop las canciones "Stupid Love", "Rain on Me", "1000 Doves" y "Babylon"  de Lady Gaga.

## Sencillos
2013
- Applause, Do What U Want y Sexxx Dreams (de Lady Gaga)
- Promesses (con Kaleem Taylor)
- Shot Caller

2014
- Untrue

2015
- After Life (con Stacy Barthe)
- Missing You (con AC Slater & Kaleem Taylor)
- Freakin (con Dombresky)
- Alone (con Illangelo &  Chuck Ellis)
- Superlativ

2016
- SIAW
- Prophecy (con Malaa)

2017
- Adieu
- World To Me (con Luke James)
- Godspell (con Taiki Nulight)
- Don't Let Me Down (con Kaelyn Behr)
- Zeal
- Adieu (part 2)
- Love Language (con Angelz)
- Summer 99' (con Malaa)
- The Sermon (con Malaa)

2018
- Kurupt (con Malaa)
- Deus (con Malaa)
- No Redemption EP (con Malaa)
- My Place (con Brohug & Reece)
- Shades (con Donnie Sloan & Ricky Ducati)
- Aurra

2019
- Omega (con Ibranovski)
- Rainforest

2020
- Stupid Love, Rain on Me, 1000 Doves y Babylon (de Lady Gaga, coproducidas junto a BloodPop)
- Born Again
- Buenos Aires
- Ghosts (con Hana)
- Proud (con Daelcom)
- Faith (con Marlena Shaw)
- Praise (feat. Gunna)

2021
- Make Amends (con Curbi feat. Kyan Palmer)
- Eternity (con Lea Leon)

2022
- Only One (con AC Slater y Kate Wild
- Tonight (con Snake Ships
- The Calling (con Marten Hørger)
- LOW (con Oliver Heldens y Anabel Englund)

## Remixes
2014
- Oliver Dollar y Jimi Jules - Pushing On (Tchami Remix)
- Martin Garrix y Jay Hardway - Wizard (Tchami Remix)

2020
- Valentino Khan y Diplo - JustYourSoul (Tchami Remix)
- Justin Martin ft. Dalilah - Stay (Tchami Remix)

2021
- Whethan y Oliver Tree - Freefall (Tchami Remix)
- Galantis, David Guetta y Little Mix - Heartbreak Anthem (Tchami Remix)

2022
- Flume y MAY-A - Say Nothing (Tchami Remix)
- Shiba San - I Wanna (Tchami Remix)
- Rema y Offset - Only You (STANY Y Tchami Remix)

## Ranking DJmag
| DJ     | 2015 | 2016 | 2017 | 2018 | 2019 | 2020 |
| ------ | ---- | ---- | ---- | ---- | ---- | ---- |
| Tchami | 62°  | 109° | 95°  | 82°  | 120° | 145° |